# Parapodisma caelestis
Parapodisma caelestis är en insektsart som beskrevs av Tominaga, O. och H. Ishikawa 2001. Parapodisma caelestis ingår i släktet Parapodisma och familjen gräshoppor. Inga underarter finns listade i Catalogue of Life.